# Angélica (película de 2020)
Angélica es una película de Argentina filmada en colores dirigida por Delfina Castagnino sobre su propio guion escrito en colaboración con Agustina Liendo, Martín Feldman y Martín Mauregui que se estrenó el 26 de noviembre de 2020 y que tuvo como actores principales a Cecilia Rainero, Antonio Grimau, Andrea Garrote y Diego Cremonesi.

## Sinopsis
Después que su madre falleciera, van a demoler la casa donde pasó su infancia Angélica, una mujer próxima a los 40 años recientemente divorciada, y debe ir a vaciarla. Imposibilitada para afrontarlo, escapa hacia el pasado  mientras a su alrededor las paredes se derrumban.

## Reparto
- Cecilia Rainero como Angélica
- Antonio Grimau como Alfonso
- Andrea Garrote como Amalia
- Diego Cremonesi como Aldo
- Sebastián Arzeno como Ariel

## Comentarios
La crítica del sitio web Visión del Cine dijo:

"Sofocante y opresiva, Angélica es una de esas películas que muestra cuál es el camino del nuevo cine argentino cuando pretende abarcar el género, deconstruyendo y reinventándolo no en pos del mero efectismo, sino como parte de la construcción integral de este hipnótico y enigmático personaje... Cecilia Rainero construye a nuestro personaje principal con una sutileza que se contrapone fuertemente con su intenso mundo interior. Con pequeñas miradas o cambios casi imperceptibles del tono de voz, deja paso a las otras partes de Angélica que se debaten dentro de su ser. Angélica debería ser un film dramático, pero pone en juego las cualidades de un thriller, logrando así generar en el espectador una gran cantidad de suspenso y tensión, volviendo más efectiva la construcción de la decadencia de este personaje con el cual queremos empatizar, aunque se vuelve más difícil con cada minuto que pasa.

El comentario de Página 12 expuso:

"En Angélica la crisis asoma como irremediable y la cámara no intenta respirar sino que, por el contrario, asfixia. La crisis es igual de terminal que el estado de esa casa que se derrumba a la par de su protagonista. El paralelismo entre la destrucción de lo que alguna vez fue un hogar familiar y el progresivo desequilibrio mental de una de las personas que supo vivir allí suena como algo obvio y no precisamente novedoso…el valor de Angélica radica en todo lo que se construye alrededor de esa metáfora, empezando por los contornos de una mujer cuya ambigüedad vuelve imposible discernir un carácter único... La película pendula entre el drama intimista sobre el desosiego y el thriller psicológico propio de la subjetividad alterada de Angélica, que esfuma la posibilidad de saber qué hay detrás de las múltiples máscaras bajo las que se oculta. De Palma también asoma en la paciente observación de los albañiles desde el altillo donde se instaló sin que nadie lo sepa, una obsesión utilizada como potencial disparador de la locura y que lleva al duelo a instancias donde se mezcla con la oscuridad de los traumas arrastrados.

## Premio
Recibió el premio a la Mejor película argentina en el Festival Internacional de Cine de Mar del Plata 2019